# Coupe du monde de saut d'obstacles 1983-1984
Navigation
Édition précédente Édition suivante
La coupe du monde de saut d'obstacles 1983-1984 est la 6e édition de la coupe du monde de saut d'obstacles organisée par la FEI. La finale se déroule à Göteborg (Suède), en avril 1984.

## Classement après la finale
| Pos. | Cavalier          | Nationalité | Cheval                 |
| ---- | ----------------- | ----------- | ---------------------- |
| 1    | Mario Deslauriers | Canada      | Aramis                 |
| 2    | Norman Dello Joio | États-Unis  | I Love You             |
| 3    | Nelson Pessoa     | Brésil      | Moët & Chandon Larramy |